# Спас (Коломыйский район)
Спас (укр. Спас) — село в Нижневербижской сельской общине Коломыйского района Ивано-Франковской области Украины, расположенное на речке Пистынка. Население по переписи 2001 года составляло 3093 человека.

## География
Спас является одним из самых старых и больших сёл в Коломыйском районе. Оно расположено на холмах вдоль горной речки Пистынка, со всех сторон окружённое лесами, растянутое на 12 километров вдоль речки. Село находиться в 7 километрах на юг от Коломыи.
Главная улица села простирается с севера на юг вдоль реки и названа в честь поэта, фольклориста, публициста и писателя Маркиана Шашкевича. Такое название она носит с 1991 года. Исторически, эта улица была важным транзитным пунктом, поскольку находилась на пути между Косовом, Верховиной и Коломыей.

## История
В письменных документах Испас как село впервые упоминается в 1433 году. В налоговом регистре 1515 года упоминается священник, что означает что на тот момент в селе уже была церковь, а также 5 ланов (приблизительно 125 гектаров) обрабатываемой земли и ещё 3 временно свободной земли. Кремнёвые орудия труда и другие предметы, которыми пользовались люди, найденные на территории села во время археологических раскопок, свидетельствуют о том, что поселение здесь существовало за 7-11 тысяч лет до нашей эры.
Из письменных источников также стало известно, что село уже во времена Киевской Руси было большим и густонаселённым. В 14-15 столетиях тут был монастырь, который называли Испаским.
Из исторических документов известно, что в 1648 году жители Испаса, вместе с жителями соседних сёл, участвовали в восстании против помещиков. В сёлах Лючи и Дебеславцы они сожгли особняки помещиков. В 1649 году Гальша Острожская и князь Яблоновский жаловались в суде на действия спасских селян и просили их наказать. Также задокументирована казнь двух опришков в 1708 году.
В 1848 году в селе, как и во всей тогдашней Австрии, было отменено крепостное право, в честь чего в селе была установлена новая традиция: на Вознесение Иисуса Христа у часовни, построенной в честь отмены крепостного права, отправлялась служба. После неё все жители села во главе со священником, с церковными хоругвями, иконами, образом Матери Божьей шли в поле и священник окроплял его священной водой.
Жители села Испас издавна и до сегодня являются глубоко верующими людьми. Также, село выделялось высоким уровнем культуры, в нём существовали разнообразные общества при читальнях, которых там было две. Были разные кружки искусств: хоровой, танцевальный, драматический. Некоторые селяне после целого дня работы в поле шли пешком в Коломыю, где учились пению и танцам.
В 1946 году указом ПВС УССР село Горишный Испас переименовано в Горское, а Долишный Испас в Долишне.
В 1989 году в селе было основано отделение Народного Руха Украины, которое активно принимало участие в политической жизни страны в тот момент. Жители села в 1990 году также взяли участие в построении живой цепи в годовщину Акта объединения УНР и ЗУНР, которая растянулась от Ивано-Франковска до Киева.
В 1995 году села Горское и Долишнее объединены в село Спас.

## Церковь
В период 1589—1616 годов была построена Спасская (Преображенская) церковь. В сельской церкви службу всегда отправляли по греко-католическому обряду. Также в то время в селе существовал монастырь. В 1621—1626 годах село Испас было полностью сожжено турками и татарами, в том числе и церковь с монастырём. Отстроить монастырь и построить новую церковь населения уже не могло, поэтому люди построили часовню, в которой правилась служба. Часовню построили уже на месте разрушенного монастыря, который был на холме. В конце 18 века количество жителей села увеличилось и часовни на всех уже не хватало. Тогда община Испаса решила перестроить часовню на церковь. Церковное братство организовало эту перестройку. Церковные братья ездили по селу и собирали у людей зерно и деньги, которые они давали на строительство. Собранные зерно и деньги везли в соседние сёла, где их меняли на древесину. Также жители села бесплатно давали материалы для строительства церкви, поскольку это считалось большой честью для человека. Были наняты мастера-строители из горных сёл — лучшие специалисты по строительству церквей. Иконостас для церкви заказали в итальянских художников-иконописцев. Строительство завершили в 1811 году. Нынешняя церковь по своему размещением (она находится на краю села) и техническому состоянию снова недостаточно удовлетворяет потребности селян.